# Forze Democratiche Siriane
Le Forze Democratiche Siriane, (in arabo الديمقراطية‎?, Quwwāt Sūriyā al-Dīmuqrāṭīya, in curdo Hêzên Sûriya Demokratîk‎, in siriaco: ܚܝ̈ܠܘܬܐ ܕܣܘܪܝܐ ܕܝܡܩܪܛܝܬܐ,  in inglese Syrian Democratic Forces), comunemente SDF o FDS, sono un'alleanza di milizie curde, arabe e assiro-siriache costituitasi formalmente nell'ottobre 2015, durante la guerra civile siriana come forze armate dell'Amministrazione Autonoma della Siria del Nord-Est. Tale alleanza raccoglie anche diverse altre minoranze (turcomanni, armeni e ceceni) e una brigata internazionale.

## Descrizione
Le milizie maggiori sono quelle a prevalenza curda: l'Unità di Protezione Popolare (YPG) e l'Unità di Protezione delle Donne (YPJ), tuttavia circa la metà dei combattenti non sono curdi. Tra costoro figurano anche persone che avevano inizialmente aderito all'opposizione siriana e membri di tribù arabe politicamente vicine al governo di Bashar al-Assad.
Lo scopo dichiarato del gruppo è quello di formare una Siria democratica, secolare e federale. Per tale ragione, col supporto della coalizione internazionale a guida USA, nel corso della guerra entrano in conflitto aperto con i ribelli islamisti dello Stato Islamico dell'Iraq e del Levante, con l'Esercito Siriano Libero appoggiato dalla Turchia e col Fronte al-Nusra.
La loro area di azione è l'autoproclamata Federazione Democratica della Siria del Nord, detta comunemente Rojava, territorio autonomo de facto costituito in larga parte da aree a maggioranza curda e da aree strappate al controllo dell'ISIS. Le principali città controllate sono Al-Qamishli (capitale de facto), Raqqa, Al-Hasaka e Kobanê. All'inizio del 2016 il Consiglio Supremo Curdo ha nominato le SDF forza di difesa "ufficiale" del Rojava.
Durante la guerra, pur essendo in larga parte ostili al governo di Assad, hanno per lo più cercato di evitare lo scontro diretto con esso poiché le priorità sono sempre state i nemici in comune: prima lo Stato Islamico, poi la Turchia.
Lo Stato turco considera le FDS un'organizzazione terroristica allo stesso modo del PKK turco (considerato tale anche da Unione europea ed USA). In virtù di ciò il suo esercito, sconfinando in Siria, ha eseguito diverse operazioni contro di esse, in particolare durante il 2018 mediante un'offensiva nel distretto di Afrin e nel 2019 mediante un'operazione nella Siria nordorientale.